# سارا اسنوک
سارا اسنوک (انگلیسی: Sarah Snook؛ زاده ۱ دسامبر ۱۹۸۷) هنرپیشه اهل استرالیا است.
اسنوک در فیلم‌های زیبای خفته (۲۰۱۱)، تقدیر (۲۰۱۴)، استیو جابز (۲۰۱۵)، قلعه شیشه‌ای (۲۰۱۷)، وینچستر (۲۰۱۸)، یک خیارشور آمریکایی (۲۰۲۰) و تکه‌های یک زن (۲۰۲۰) و مجموعه‌های تلویزیونی پرستاران (۲۰۰۹)، آیینه سیاه (۲۰۱۶) و وراثت (۲۰۱۸–اکنون) به‌ایفای نقش پرداخته‌است.
او در سال ۲۰۱۴ برنده جایزه اکتا بهترین بازیگر نقش اول زن برای فیلم تقدیر و در سال ۲۰۲۰، نامزد جایزه امی ساعات پربیننده برای بهترین بازیگر نقش اول زن در مجموعه تلویزیونی درام برای مجموعه تلویزیونی وراثت شد.